# 타워블록
《타워블록》(영어: Tower Block)은 2012년 공개된 영국의 영화이다.

## 출연

### 주연
- 셰리던 스미스
- 잭 오코넬
- 랠프 브라운
- 러셀 토비

### 조연
- 랄프 로리라
- 질 베이커
- 줄리 그레이엄
- 크리스토퍼 풀포드
- 나빌 엘루아하비
- 몬트세랫 롬바드
- 토니 제이야워드너
- 마이클 레게
- 제이미 킹
- 스티븐 크리
- 제임스 웨버 브라운
- 조던 롱

## 기타
- 공동제작: 패트릭 피셔
- 공동제작: 매티아스 호넌
- 공동제작: 제임스 모랜
- 조감독: 알렉산더 홀트
- 세트: 클로에 제임스
- 특수효과: 스콧 맥킨타이어
- 분장팀: 스튜어트 콘랜
- 분장팀: 세실리아 헬린
- 의상: 매튜 프라이스
- 배역: 콜린 존스
- 배역: 게일 스티븐스
- 프로덕션매니저: 클레어 피네건